# Blackhawk (Kalifornia)
Blackhawk – jednostka osadnicza w Stanach Zjednoczonych, w stanie Kalifornia, w hrabstwie Contra Costa.